# Sanrománit
Sanrománit ist ein sehr selten vorkommendes Mineral aus der Mineralklasse der „Carbonate und Nitrate“ (ehemals Carbonate, Nitrate und Borate). Es kristallisiert im hexagonalen Kristallsystem mit der chemischen Zusammensetzung Na2CaPb3[CO3]5 und ist damit chemisch gesehen ein Natrium-Calcium-Blei-Carbonat.
Sanrománit ist durchsichtig und entwickelt nadelige Kristalle mit glasähnlichem Glanz auf den Oberflächen, die meist in radialstrahligen, artischockenähnlichen Aggregaten angeordnet sind. Die feinen Kristallnadeln selbst sind farblos, allerdings erscheinen Aggregatformen in grünlichgelber Farbe.

## Besondere Eigenschaften
Das Mineral ist leicht löslich in konzentrierter Salzsäure. In konzentrierter Salpetersäure und Schwefelsäure zersetzt es sich langsam.

## Etymologie und Geschichte
Erstmals entdeckt wurde Sanrománit im Mai 2003 von Arturo Molina in der Mina Santa Rosa, die etwa 15 Kilometer südöstlich von Iquique im Grubenbezirk Santa Rosa-Huantajaya in der chilenischen Región de Tarapacá liegt. Wissenschaftlich beschrieben wurde das Mineral 2007 durch Jochen Schlüter, Thomas Malcherek und Dieter Pohl, die es nach dem chilenischen Naturforscher Francisco J. San Román (1834–1902) benannten.
Das Typmaterial des Minerals wird in der Sammlung des Mineralogischen Museums Hamburg in Deutschland aufbewahrt.

## Klassifikation
In der veralteten, aber teilweise noch gebräuchlichen 8. Auflage der Mineralsystematik nach Strunz gehörte der Sanrománit zur gemeinsamen Mineralklasse der „Carbonate, Nitrate und Borate“ und dort zur Abteilung der „Wasserfreien Carbonate [CO3]2− ohne fremde Anionen“, wo er zusammen mit Burbankit, Calcioburbankit, Carbocernait, Khanneshit, Petersenit-(Ce), Rémondit-(Ce) und Rémondit-(La) die „Burbankit-Reihe“ mit der System-Nr. V/B.07 bildete.
Die seit 2001 gültige und von der International Mineralogical Association (IMA) verwendete 9. Auflage der Strunz’schen Mineralsystematik ordnet den Sanrománit in die verkleinerte Klasse der „Carbonate und Nitrate“ (die Borate bilden hier eine eigene Klasse), dort aber ebenfalls in die Abteilung der „Carbonate ohne zusätzliche Anionen; ohne H2O“ ein. Diese ist allerdings weiter unterteilt nach der in der Verbindung vorherrschenden Elementgruppe (Alkali- und/oder Erdalkalimetalle), so dass das Mineral entsprechend seiner Zusammensetzung in der Unterabteilung „Alkali- und Erdalkali-Carbonate“ zu finden ist, wo es nur noch zusammen mit Burbankit, Calcioburbankit und Khanneshit die „Burbankitgruppe“ mit der System-Nr. 5.AC.30 bildet.
Auch die vorwiegend im englischen Sprachraum gebräuchliche Systematik der Minerale nach Dana ordnet den Sanrománit wie die veraltete Strunz’sche Systematik in die gemeinsame Klasse der „Carbonate, Nitrate und Borate“ und dort in die Abteilung der „Wasserfreie Carbonate“ ein. Hier ist er allerdings ebenfalls in der „Burbankitgruppe (Hexagonal)“ mit der System-Nr. 14.04.04 innerhalb der Unterabteilung „Wasserfreie Carbonate mit zusammengesetzter Formel A2+B2+2(CO3)4“ zu finden.

## Bildung und Fundorte

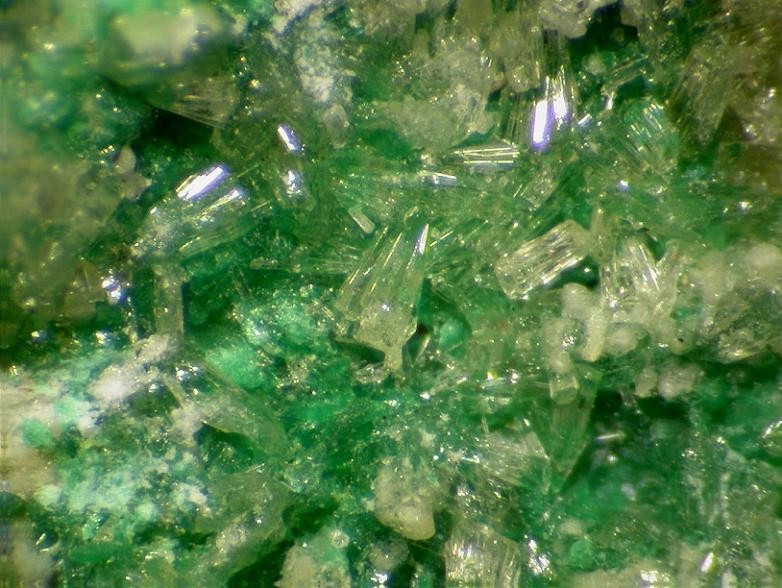
Farblose und grünlichgelbe Sanrománitkristalle aus der Santa Rosa Mine, Chile (Sichtfeld 4 mm)

Sanrománit konnte bisher nur an seiner Typlokalität Mina Santa Rosa in Chile entdeckt werden, wo er sich in der Oxidationszone dieser polymetallischen Gang-Lagerstätte bildete und dort in Paragenese mit Anhydrit, Calcit, Chalkonatronit, Juangodoyit, Malachit und verschiedenen Natriumhydrogencarbonaten wie unter anderem Trona und Nahcolith gefunden wurde.

## Kristallstruktur
Sanrománit kristallisiert hexagonal in der Raumgruppe P63mc (Raumgruppen-Nr. 186) mit den Gitterparametern a = 10,570(1) Å und c = 6,651(1) Å sowie zwei Formeleinheiten pro Elementarzelle.